# Mundochthonius singularis
Espèce
Mundochthonius singularis est une espèce de pseudoscorpions de la famille des Chthoniidae.

## Distribution
Cette espèce est endémique du Colorado aux États-Unis. Elle se rencontre dans la grotte Fly Cave dans le comté de Fremont.

## Description
La femelle holotype mesure 1,59 mm.

## Publication originale
- Muchmore, 2001 : An unusual new species of Mundochthonius from a cave in Colorado, with comments on Mundochthonius montanus (Pseudoscorpiones, Chthoniidae). Journal of Arachnology, vol. 29, no 2, p. 135-140 (texte intégral).